# Jelena Lolović
Jelena Lolović (serbisch Јелена Лоловић; * 14. Juli 1981 in Sarajevo) ist eine ehemalige serbische Skirennläuferin. Sie war vor allem in den technischen Disziplinen Slalom und Riesenslalom, gelegentlich aber auch in Super-G und Abfahrt am Start.

## Biografie
Lolović war bereits ab 2001 im Skiweltcup aktiv, konnte sich jedoch jahrelang nicht für den zweiten Durchgang eines Weltcup-Slaloms bzw. Riesenslaloms qualifizieren und erhielt somit keine Weltcup-Punkte. Daher stammt ihr erstes Weltcup-Resultat auch aus einem Super-G (25. Februar 2005 in San Sicario). Zwei Tage später gewann sie mit Platz 22 in der Superkombination ihre ersten Weltcuppunkte. Ab der Saison 2006/07 erreichte Lolović auch in ihren Spezialdisziplinen regelmäßig die Entscheidung. Platz 14 im Slalom von Aspen vom 29. November 2009 ist ihr bestes Weltcup-Ergebnis.
Außer im Weltcup ist Jelena Lolović auch bei anderen Skirennen präsent. So gewann sie zahlreiche FIS-Rennen und erreichte einen Podestplatz im Europacup. Bei der Universiade 2005 in Innsbruck gewann die Studentin eine Gold- und zwei Silbermedaillen (plus eine Bronzemedaille bei der Universiade 2003).
An den Olympischen Winterspielen 2002 sowie 2006 nahm sie als Mitglied der damals noch jugoslawischen bzw. serbisch-montenegrinischen Mannschaften teil. Beste Platzierung war hierbei der 30. Platz im Riesentorlauf in Sestriere 2006. Bei den Olympischen Winterspielen 2010 in Vancouver belegte sie einen 30. Platz im Super-G. Das beste Ergebnis von Jelena Lolović bei alpinen Skiweltmeisterschaftenen, an denen sie von 1999 bis 2009 teilnahm, ist der 19. Rang in der Kombination von Santa Caterina 2005. Nach der Saison 2009/2010 beendete Lolović ihre Karriere.

## Erfolge

### Olympische Spiele
- Salt Lake City 2002: 40. Riesenslalom
- Turin 2006: 30. Riesenslalom, 43. Slalom, 43. Super-G
- Vancouver 2010: 30. Super-G, 33. Riesenslalom

### Weltmeisterschaften
- St. Moritz 2003: 37. Riesenslalom
- Santa Caterina 2005: 19. Kombination, 33. Riesenslalom, 33. Super-G
- Val-d’Isère 2009: 22. Slalom, 25. Riesenslalom, 26. Super-G

### Weltcup
- Neun Platzierungen unter den ersten 30, davon eine unter den ersten 15

### Europacup
- 1 Podestplatz

### Universiade
- Tarvisio 2003: 3. Riesenslalom, 22. Super-G
- Seefeld/Innsbruck 2005: 1. Abfahrt, 2. Super-G, 2. Riesenslalom

### Juniorenweltmeisterschaften
- Megeve 1998: 60. Super-G, 73. Riesenslalom

### Weitere Erfolge
- 37 Siege in FIS-Rennen (20× Riesenslalom, 16× Slalom, 1× Super-Kombination)